# Khajoori Khas
Khajoori Khas è una suddivisione dell'India, classificata come census town, di 45.090 abitanti, situata nel distretto di Delhi Nord Est, nello territorio federato di Delhi. In base al numero di abitanti la città rientra nella classe III (da 20.000 a 49.999 persone).

## Geografia fisica
La città è situata a 28° 42' 27 N e 77° 15' 36 E.

## Società

### Evoluzione demografica
Al censimento del 2001 la popolazione di Khajoori Khas assommava a 45.090 persone, delle quali 24.416 maschi e 20.674 femmine. I bambini di età inferiore o uguale ai sei anni assommavano a 9.134, dei quali 4.874 maschi e 4.260 femmine. Infine, coloro che erano in grado di saper almeno leggere e scrivere erano 23.866, dei quali 14.685 maschi e 9.181 femmine.